# 卡米尼亞 (維亞納堡區)
41°50′N 8°50′W / 41.833°N 8.833°W

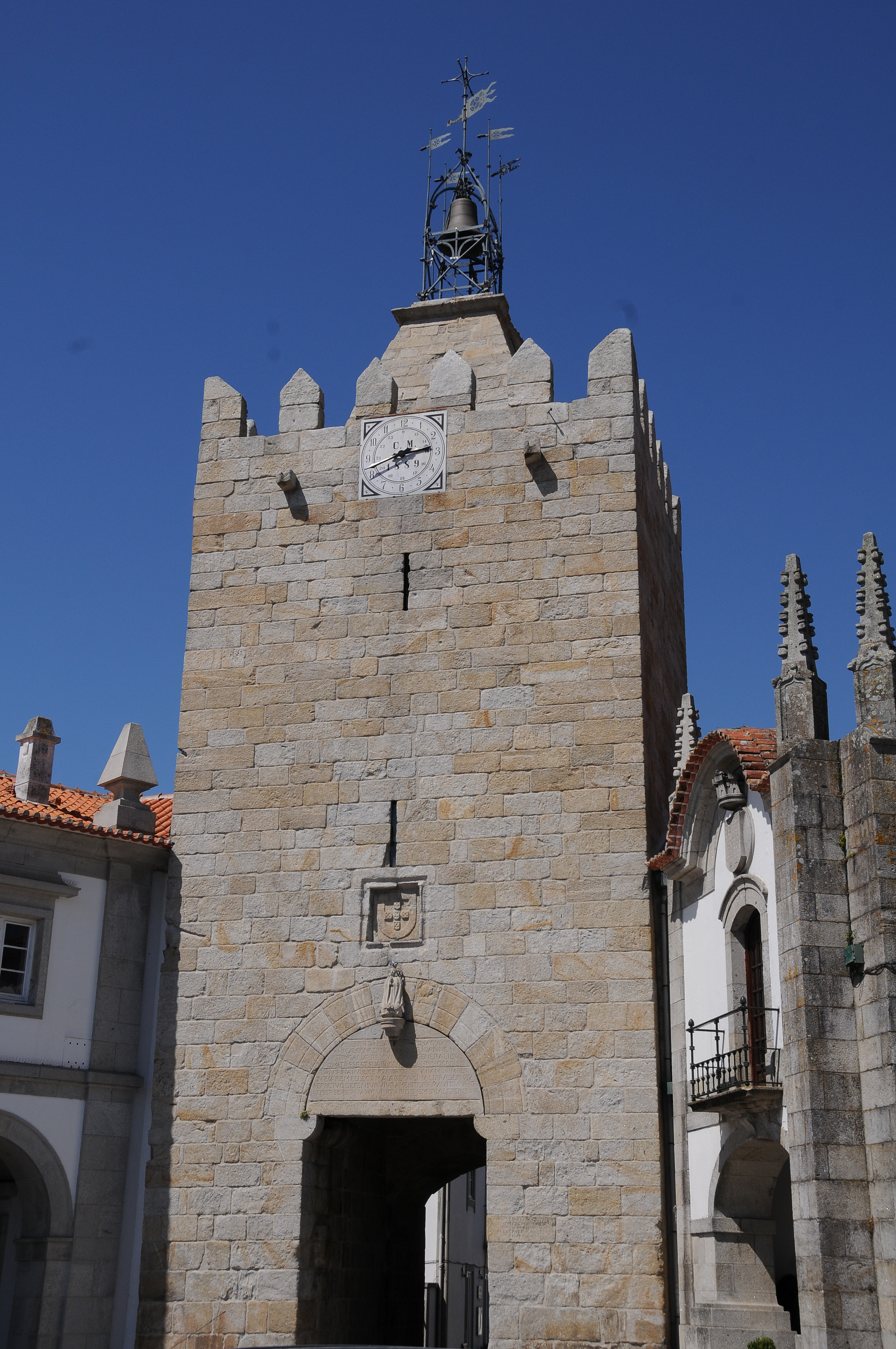

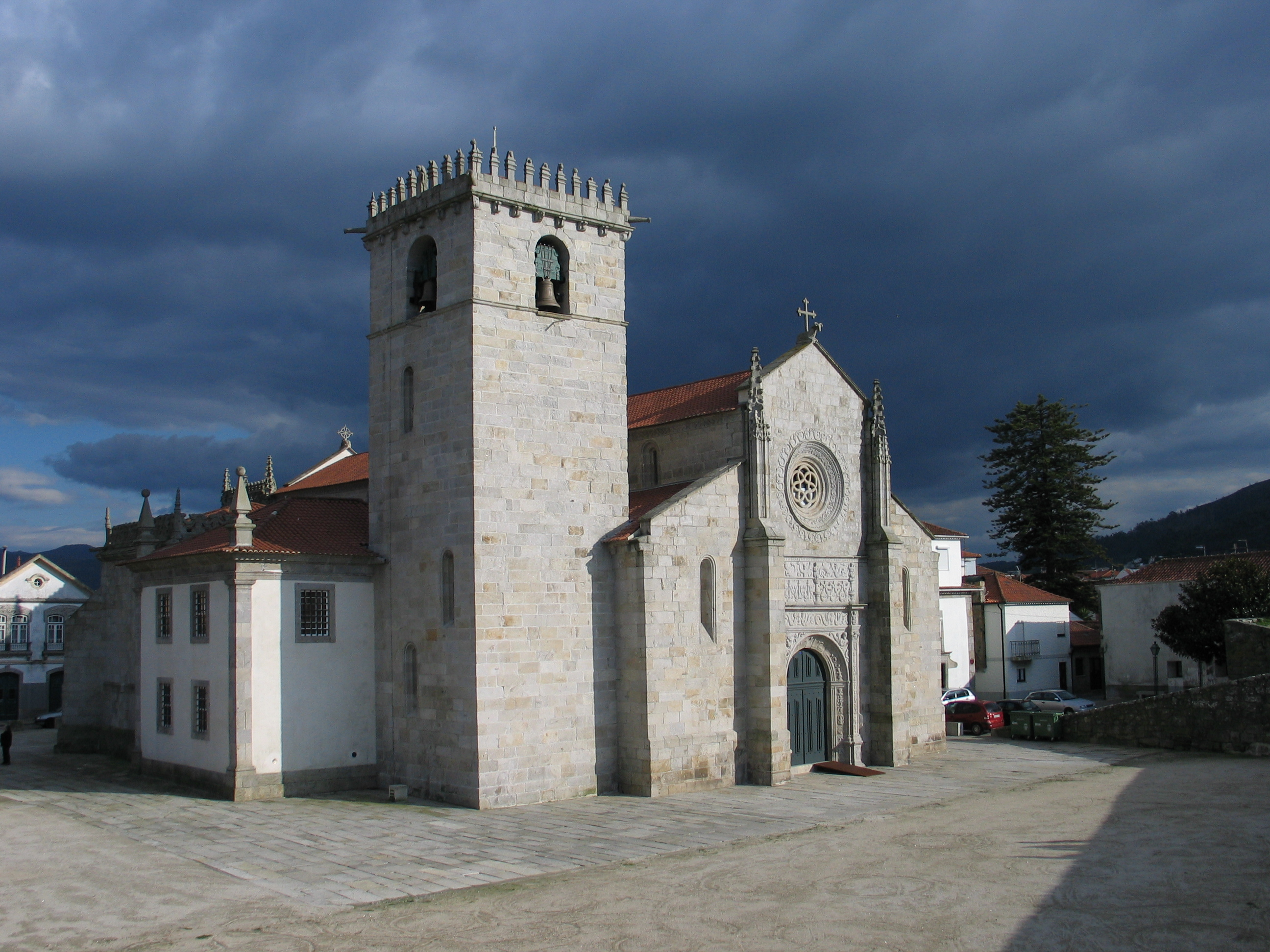

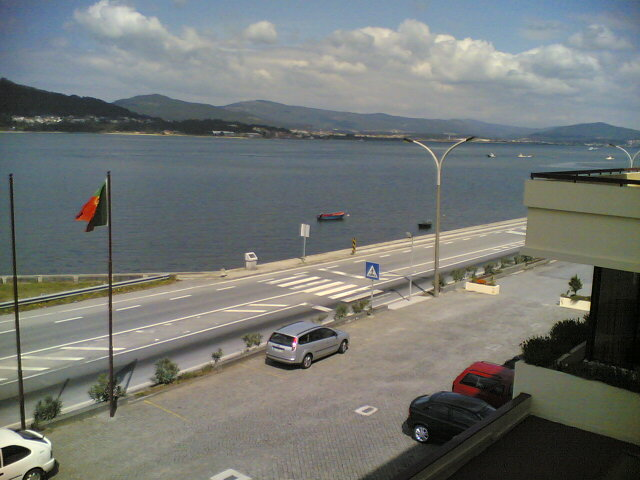

卡米尼亞（葡萄牙語：Caminha）是葡萄牙的城鎮，位於該國北部，由維亞納堡區負責管轄，始建於1284年，面積136.52平方公里，2011年人口16,684，人口密度每平方公里122.21人。

## 友好城市
- 法國 蓬托-孔博